# Macedoński Kościół Greckokatolicki
Macedoński Kościół greckokatolicki – jeden z Kościołów greckokatolickich rytu bizantyjskiego, uznający władzę i autorytet papieża. Ma charakter Kościoła sui iuris.

## Historia
Egzarcha greckokatolicki dla Macedonii był wyznaczany w latach 1883-1924 w ramach bułgarskiego Kościoła greckokatolickiego. Po włączeniu Macedonii do Jugosławii ten teren podlegał pod diecezję Križevci. Od 2001 egzarchą dla grekokatolików w Macedonii jest każdorazowo biskup Skopja (unia in persona episcopi). Od 2010 Kościół ma charakter Kościoła sui iuris. Obecnie liczy 15 tysięcy wiernych skupionych na terenie eparchii Matki Bożej Wniebowziętej w Strumicy-Skopju.